# Dacrycarpus expansus
Dacrycarpus expansus — вид хвойних рослин родини подокарпових.
Видовий епітет вказує на розкидане розміщення листків на гілках дорослих рослин.

## Опис
Ці дерева висотою 9–25(30) м, діаметром 22–58 см. Листя розміром 1,5–3 × 0,4–0,8 мм або трохи більше, на молодших деревах. Пилкові шишки довжиною 8–10 мм, шириною 3–3.5 мм. Довжина вмістилища зрілого насіння 3–3,5 мм.

## Поширення, екологія
Країни поширення: Індонезія (Папуа); Папуа Нова Гвінея. Росте у від нижніх до високих гірських лісах, часто на краю купинних луків з деревоподібними папоротями (Циатея). Вид змішується з Papuacedrus papuana або зустрічаються майже в чистих насадженнях. Ґрунт часто заболочений, торф'янистий і кислий. Росте на висотах 1300–2750 м.

## Використання
Мало що відомо про способи використання цього виду. Передбачається, що вирубується в невеликому масштабі для місцевого застосування, разом з іншими видами подокарпових на Центральному нагір'ї.

## Загрози та охорона
Вирубка є головною загрозою для цього виду. Цей вид ще не зареєстрований у захищених областях.